# Арзамас
Арзамас (рус. Арзамас) град је у Русији, у Нижегородској области. Налази се на обалама ријеке Теше, око 300 km источно од Москве. Према попису становништва из 2010. у граду је живело 106.367 становника.

## Становништво
Према прелиминарним подацима са пописа, у граду је 2010. живело 106.367 становника, 3.065 (2,80%) мање него 2002.
| 1939.  | 1959.  | 1970.  | 1979.  | 1989.   | 2002.   | 2010.   |
| ------ | ------ | ------ | ------ | ------- | ------- | ------- |
| 25.784 | 41.518 | 67.459 | 93.251 | 108.951 | 109.432 | 106.367 |

## Градови побратими
- Попово
- Рума
- Валожин